# Österreichische Eishockey-Liga
Österreichische Eishockey-Liga (pol. Austriacka Liga Hokejowa) – najwyższy poziom ligowy rozgrywek hokeja na lodzie w Austrii istniejący od sezonu 1965/66.

## Historia i charakterystyka
Do sezonu 2005/2006 była to wyłącznie austriacka liga narodowa. Od sezonu 2006/2007 uczestniczą w niej także zagraniczne drużyny z krajów sąsiednich Austrii. W 2006 roku do ligi przystąpił słoweński zespół Acroni Jesenice, po roku dołączyła do niego HDD Olimpija Lublana z tego samego kraju oraz węgierski klub Alba Volán Székesfehérvár. Od sezonu 2009/2010 w rozgrywek przyjęto przedstawiciela Chorwacji, KHL Medveščak Zagrzeb.
Od sezonu 2003/2004 głównym sponsorem rozgrywek została grupa bankowa Erste Bank - od tego czasu rozgrywki przybrały nazwę Erste Bank Eishockey Liga (w skrócie EBEL). W 2008 roku, po sześciu sezonach finansowania ligi, firma Erste Bank przedłużyła sponsorowanie rozgrywek o następne trzy lata, do sezonu 2011/2012.
Drużyny nieaustriackie wprawdzie uczestniczą fazie play-off, jednak nie mogą zdobyć tytułu "Austriackiego Mistrza Kraju", zaś tylko "Mistrza EBEL". Jeśli drużyna spoza Austrii miałaby wygrać rozgrywki, wówczas tytuł Mistrza Kraju zostanie najlepiej sklasyfikowany klub austriacki. Od sezonu 2003/04 przyznaje się dwa tytuły - Trofeum EBEL (od organizatora rozgrywek) oraz Puchar Mistrza Krajowego (od Austriackiej Federacji Hokeja na Lodzie - ÖEHV).
W lutym 2010 roku informowano, iż w przyszłości możliwy jest udział w rozgrywkach EBEL drużyny z Polski - Cracovii.
Od 22 maja 2010 rozgrywki należą do międzynarodowego stowarzyszenia Hockey Europe.
29 maja 2010 podczas prezentacji nowego sezonu 2010/11 poinformowano o chęci uczestnictwa w lidze EBEL niemieckiego klubu EHC Monachium. Zarząd EBEL pozytywnie przyjął deklarację bawarczyków, jednak przy tym ustanowił im 10 dni na spełnienie kryteriów przyjęcia do rozgrywek. Ostatecznie klub przyjęto do niemieckiej ligi DEL.
Na początku czerwca 2011 przyjęto do rozgrywek czeski klub Orli Znojmo. Umowa na występy w rozgrywkach jest ważna na trzy lata z możliwością przedłużenia. Tym samym w lidze od 2011 roku były drużyny z pięciu państw.
W maju 2012 do rozgrywek przyjęto dwa austriackie, kluby: Dornbirner EC i HC Innsbruck, natomiast z powodów finansowych rozgrywki opuścił słoweński Acroni Jesenice, który od sezonu 2012/2013 miał pierwotnie występować w drugiej klasie rozgrywkowej, Nationalliga, następnie przekształconej w Inter-National-League.
Po sezonie 2012/2013 z ligi wycofał się chorwacki klub KHL Medveščak Zagrzeb, przyjęty do rozgrywek KHL. 8 lipca 2013 postanowiono, że od sezonu 2013/2014 do EBEL przystąpił włoski zespół HC Bolzano, który dotychczas występował w narodowej lidze Serie A1. Następnie ustalono terminarz nowego sezonu. Już w pierwszym sezonie w którym uczestniczyła włoska drużyna zwyciężyła zdobywając tytuł mistrza ligi EBEL. Tytuł mistrza Austrii w tym sezonie przydał drużynie EC Red Bull Salzburg, który przegrał finałową rywalizacje z drużyną z Bolzano.
W marcu 2017 do rozgrywek od sezonu 2017/2018 została powrotnie zatwierdzona drużyna KHL Medveščak Zagrzeb. PO sezonie 2017/2018 z ligi wycofano drużynę HDD Olimpija Lublana, wskutek czego do sezonu 2017/2018 przystąpiło nadal 12 uczestników.
Z uwagi na pandemię COVID-19 w maju z ligi wycofano czeski klub Orli Znojmo.

## Dotychczasowi triumfatorzy
- 1923 Wiener EV
- 1924 Wiener EV
- 1925 Wiener EV
- 1926 Wiener EV
- 1927 Wiener EV
- 1928 Wiener EV
- 1929 Wiener EV
- 1930 Wiener EV
- 1931 Wiener EV
- 1932 Pötzleinsdorfer SK
- 1933 Wiener EV
- 1934 Klagenfurter
- 1935 Klagenfurter
- 1936 Nie rozgrywano
- 1937 Wiener EV
- 1938 EK Engelmann
- 1939-1945 Nie rozgrywano
- 1946 EK Engelmann
- 1947 Wiener EV
- 1948 Wiener EV
- 1949 Wiener EG
- 1950 Wiener EG
- 1951 Wiener EG
- 1952 Klagenfurter
- 1953 Innsbrucker EV
- 1954 Innsbrucker EV
- 1955 Klagenfurter
- 1956 EK Engelmann
- 1957 EK Engelmann
- 1958 Innsbrucker EV
- 1959 Innsbrucker EV
- 1960 EC KAC
- 1961 Innsbrucker EV
- 1962 Wiener EV
- 1963 Innsbrucker EV
- 1964 EC KAC
- 1965 EC KAC
- 1966 EC KAC
- 1967 EC KAC
- 1968 EC KAC
- 1969 EC KAC
- 1970 EC KAC
- 1971 EC KAC
- 1972 EC KAC
- 1973 EC KAC
- 1974 EC KAC
- 1975 ATSE Graz
- 1976 EC KAC
- 1977 EC KAC
- 1978 ATSE Graz
- 1979 EC KAC
- 1980 EC KAC
- 1981 Villacher SV
- 1982 VEU Feldkirch
- 1983 VEU Feldkirch
- 1984 VEU Feldkirch
- 1985 EC KAC
- 1986 EC KAC
- 1987 EC KAC
- 1988 EC KAC
- 1989 Innsbrucker EV
- 1990 VEU Feldkirch
- 1991 EC KAC
- 1992 Villacher SV
- 1993 Villacher SV
- 1994 VEU Feldkirch
- 1995 VEU Feldkirch
- 1996 VEU Feldkirch
- 1997 VEU Feldkirch
- 1998 VEU Feldkirch
- 1999 Villacher SV
- 2000 EC KAC
- 2001 EC KAC
- 2002 Villacher SV
- 2003 EHC Black Wings Linz
- 2004 EC KAC
- 2005 Vienna Capitals
- 2006 Villacher SV
- 2007 EC Red Bull Salzburg
- 2008 EC Red Bull Salzburg
- 2009 EC KAC
- 2010 EC Red Bull Salzburg
- 2011 EC Red Bull Salzburg
- 2012 Black Wings Linz
- 2013 EC KAC
- 2014 HC Bolzano
- 2015 EC Red Bull Salzburg
- 2016 EC Red Bull Salzburg
- 2017 Vienna Capitals
- 2018 HC Bolzano
- 2019 EC KAC

## Ranking triumfatorów
| Klub                 | Liczba tytułów | Lata triumfów |
| -------------------- | -------------- | --- |
| EC KAC               | 31             | 1934, 1935, 1952, 1955, 1960, 1964, 1965, 1966, 1967, 1968, 1969, 1970, 1971, 1972, 1973, 1974, 1976, 1977, 1979, 1980, 1985, 1986, 1987, 1988, 1991, 2000, 2001, 2004, 2009, 2013, 2019 |
| Wiener EV / EG       | 17             | 1923, 1924, 1925, 1926, 1927, 1928, 1929, 1930, 1931, 1937, 1947, 1948, 1949, 1950, 1951, 1962                                                                                           |
| VEU Feldkirch        | 9              | 1982, 1983, 1984, 1990, 1994, 1995, 1996, 1997, 1998 |
| EC Red Bull Salzburg | 7              | 2007, 2008, 2010, 2011, 2014, 2015, 2016 |
| Innsbrucker EV       | 7              | 1953, 1954,1958, 1959, 1961, 1963, 1989 |
| Villacher SV         | 6              | 1981, 1992, 1993, 1999, 2002, 2006 |
| EK Engelmann         | 4              | 1938, 1946, 1956, 1957 |
| ATSE Graz            | 2              | 1975, 1978 |
| EHC Linz             | 2              | 2003, 2012 |
| Vienna Capitals      | 2              | 2005, 2017 |
| HC Bolzano           | 2              | 2014, 2018 |
| Pötzleinsdorfer SK   | 1              | 1932 |

## Uczestnicy
| Klub                         | Miasto         | Rok zał. | Rok doł.   | Kapitan drużyny    | Lodowisko                | Pojemność |
| ---------------------------- | -------------- | -------- | ---------- | ------------------ | ------------------------ | --------- |
| Dornbirner EC                | Dornbirn       | 1992     | 2012       | Mickey Elick       | Messestadion Dornbirn    | 4 270     |
| Graz 99ers                   | Graz           | 1999     | 2000       | Harry Lange        | Eisstadion Graz-Liebenau | 4 050     |
| HC Innsbruck                 | Innsbruck      | 1994     | 2012       |                    | Olympiahalle             | 7 800     |
| EC KAC                       | Klagenfurt     | 1909     | 1923       | Christoph Brandner | Stadthalle Klagenfurt    | 5 500     |
| Black Wings Linz             | Linz           | 1992     | 2000       | Philipp Lukas      | Keine Sorgen Eisarena    | 3 800     |
| Red Bull Salzburg            | Salzburg       | 1977     | 2004       | Thomas Koch        | Eisarena Salzburg        | 3 600     |
| Vienna Capitals              | Wiedeń         | 2000     | 2001       | Benoît Gratton     | Albert Schultz Eishalle  | 7022      |
| Villacher SV                 | Villach        | 1923     | 1977       | Jonathan Ferland   | Stadthalle Villach       | 4 800     |
| KHL Medveščak Zagrzeb        | Zagrzeb        | 1961     | 2009, 2017 |                    | Dom Sportova             | 7 500     |
| Alba Volán 19 Székesfehérvár | Székesfehérvár | 1960     | 2007       | Márton Vas         | Lodowisko Székesfehérvár | 3 600     |
| HC Bolzano                   | Bolzano        | 1933     | 2013       |                    | PalaOnda                 | 7 200     |
| Orli Znojmo                  | Znojmo         | 1933     | 2011       | Radek Haman        | Hostan Arena             | 5 500     |